# Torymus subcalifornicus
Torymus subcalifornicus är en stekelart som beskrevs av Grissell 1976. Torymus subcalifornicus ingår i släktet Torymus och familjen gallglanssteklar. Inga underarter finns listade i Catalogue of Life.